# Roger Vonlanthen
Roger Vonlanthen (ur. 5 grudnia 1930 w Lancy, zm. w lipcu 2020 w Onex) – szwajcarski piłkarz grający na pozycji napastnika. W swojej karierze rozegrał 28 meczów w reprezentacji Szwajcarii i strzelił w nich 9 goli.

## Kariera klubowa
Swoją karierę piłkarską Vonlanthen rozpoczął w klubie Urania Genève Sport. W sezonie 1948/1949 zadebiutował w jego barwach w pierwszej lidze szwajcarskiej. Na koniec sezonu spadł z Uranią do drugiej ligi. W Uranii występował do końca sezonu 1950/1951.
W 1951 roku Vonlanthen został zawodnikiem Grasshoppers Zurych. W sezonie 1951/1952 wywalczył z nim tytuł mistrza Szwajcarii oraz zdobył Puchar Szwajcarii. W Grasshoppers grał do 1955 roku.
W 1955 roku Vonlanthen przeszedł do Interu Mediolan. W Serie A zadebiutował 25 grudnia 1955 w przegranym 3:4 wyjazdowym meczu z Genoą. W Interze grał do 1957 roku. Wtedy też odszedł do Alessandrii, w której spędził dwa lata.
W 1959 roku Vonlanthen wrócił do Grasshoppers Zurych. Natomiast w latach 1961-1963 grał w Lausanne Sports. Z kolei od 1963 do 1966 roku, czyli do końca swojej kariery, był zawodnikiem Servette FC.

## Kariera reprezentacyjna
W reprezentacji Szwajcarii Vonlanthen zadebiutował 16 maja 1951 roku w przegranym 2:3 towarzyskim meczu z Walią, rozegranym w Wrexham. W 1954 roku został powołany do kadry na mistrzostwa świata 1954. Rozegrał na nich cztery mecze: z Włochami (2:1), z Anglią (0:2), ponownie z Włochami (4:1) i ćwierćfinał z Austrią (5:7).
W 1962 roku Vonlanthen został powołany do kadry na mistrzostwa świata w Chile. Na nich rozegrał dwa mecze: z RFN (1:2) i z Włochami (0:3). W kadrze narodowej od 1951 do 1962 roku rozegrał 28 meczów, w których zdobył 9 bramek.

## Kariera trenerska
Po zakończeniu kariery piłkarskiej Vonlanthen został trenerem. Prowadził Servette FC, Lausanne Sports i CS Chênois. W latach 1977–1979 był selekcjonerem reprezentacji Szwajcarii.